# Ossé
Ossé era una comuna francesa situada en el departamento de Ille y Vilaine, de la región de Bretaña, que el uno de enero de 2017 pasó a ser una comuna delegada de la comuna nueva de Châteaugiron al unirse con las comunas de Châteaugiron y Saint-Aubin-du-Pavail.

## Demografía
| Gráfica de evolución demográfica de Ossé entre 1800 y 2014 |
|                                                            |

Los datos demográficos contemplados en este gráfico de la comuna de Ossé se han cogido de 1800 a 1999 de la página francesa EHESS/Cassini, y los demás datos de la página del INSEE.